# 卢道猜
卢道猜（1936年—），男，广东揭阳人，泰国归侨，中华人民共和国刃具工具专家、政治人物，曾任第七、八、九届全国人大代表。